# 大布施村
大布施村（おおふせむら）は、かつて富山県下新川郡にあった村。

## 沿革
- 1889年（明治22年）4月1日 - 町村制の施行により、下新川郡金屋新村、中新村、植木村、栃沢村、北野村、北野新村、北野又新村、田家角内新村、窪田新村、石塚新村、比丘尼新村、高橋新村、木鎌新村、植木又新村、堀切新村、四ツ塚村、経北野新村、植木新村、古御堂村、沓掛村の区域の一部及び四ケ開の区域の一部の区域をもって、下新川郡大布施村が発足する。植木村の吉沢庄元宅に村役場を設置[4]。
- 1892年（明治25年） - 小学校敷地内に役場を建設[5]。
- 1913年（大正2年）4月20日 - 字名の変更と統合が実施され、中新、窪田、高橋、田家角内、堀切新、植木、沓掛、金屋、北野、古御堂、栃沢に再編される[6]。
- 1936年（昭和11年）9月 - 元の位置に木造2階建本館、平屋からなる庁舎が建設される[5][7]。
- 1940年（昭和15年）2月11日 - 下新川郡三日市町、石田村、田家村、村椿村、大布施村、前沢村、荻生村及び若栗村が合併して、下新川郡桜井町が発足する。

## 歴代村長
出典→
1. 森丘彦（1889年5月25日 - 1896年3月4日）
2. 松倉真郎（1896年4月13日 - 1900年4月17日）
3. 森丘正唯（1900年7月30日 - 1900年12月10日）
4. 阿原平左衛門（1901年1月18日 - 1905年1月17日）
5. 森丘覚平（1905年2月4日 - 1906年9月16日）
6. 森丘正唯（1906年10月24日 - 1940年2月11日、桜井町発足後は初代桜井町長に就任[9]）

## 経済

### 産業
農業
『大日本篤農家名鑑』によれば、大布施村の篤農家は「森丘覚平、森丘正唯、平野甚三郎」などである。

## 出身・ゆかりのある人物
- 森丘覚平（政治家） - 衆議院議員（憲政会）。
- 森丘正唯（農村指導者）